# Basarakodu, Bellary
Basarakodu là một làng thuộc tehsil Bellary, huyện Bellary, bang Karnataka, Ấn Độ.